# Karabin Deringer M1817
Karabin Deringer M1817 (znany również jako M1817 Common Rifle) – amerykański skałkowy karabin odprzodowy, zaprojektowany przez Henry'ego Deringera. Był pierwszym „gwintowanym muszkietem” (ang. rifled musket) przyjętym jako regulaminowe wyposażenie Armii USA. Skok gwintu lufy wynosił 1 na 56 cali.